# 廣州市行政區劃史
廣州市行政區劃和隸屬關係在歷史上有多次變更，现时广州市下辖有11区。

## 歷史沿革

### 古代至明代
廣州一名始於三國時期，當時管豁廣東大部分地區，唐代廣州府管豁的增城，番禺等地仍歸今天的廣州市管治，惟當時廣州府管豁的清遠，佛山市及郊縣，江門市及郊縣，東莞市，中山市，深圳市和香港特別行政區等地今天已脫離廣州。

### 清朝時期
道光二十年（1840年）鴉片戰爭後，廣州成為對外開放的通商口岸，分為老城、新城、東关、南關、西關、河南6個區，仍分屬番禺、南海兩縣管轄。以今北京路為界線，城東部屬番禺，城西部屬南海。

### 中華民國時期
- 民國7年（1918年），廣州市政公所成立，整個市區行政區域才統一劃歸廣州市政當局管轄[1]。
- 民國10年（1921年）之前，廣州並不稱作市，而是叫“省城”（亦作“省垣”）。
- 民國10年（1921年2月15日），《廣州市暫行條例》公佈實施，廣州市政廳成立，廣州正式建市，西關地段屬廣州市區範圍。廣州成立了財政、公安、工務、教育、衛生、公用交通局等分管市政工作，那時還沒有設立區一級的政權組織，而是將廣州市管轄境內劃分12個區，26個分區，設30個警察分局。
- 民國12年（1923年），第一次擴展市界，稱為權宜區域。東至冼村、二沙頭，西至牛牯沙、石圍塘，南至南石頭、白鶴洞，北至沙河及王聖堂，全市面積為77.21平方公里，其中市中心區面積約20平方公里。
- 民國18年（1929年），第二次擴展市界，稱為擬定區域。東至黃埔、車陂，西界不變，南至瀝滘、西滘，北至白雲山馬鞍嶺，東西相距21公里，南北相距約 18.5公里，水陸面積合計178.17平方公里，其中土地面積為160.86平方公里。
- 民國17年－19年（1928年－1930年），原屬南海縣管轄的南岸、澳口、增埗、西場等地劃入廣州市區範圍。
- 民國26年（1937年），與南海、番禺作部分調整，將上恩洲、葵蓬洲歸入廣州市， 而將松洲崗、貝底水劃歸南海縣；其餘沙河東北邊界及白雲山機場附近也略有變動。調整後，全市土地面積為248.60平方公里。
- 民國34年（1945年），抗日戰爭勝利後，國民政府重新把廣州劃為28個行政區，收回的租界沙面也新設成區。此時今荔灣區域內設有長壽、西禪、逢源、黃沙、陳塘、沙面區，西山、南岸、太平區有部分地段屬今荔灣區地域範圍。各區設區公所和警察局管轄。

### 中華人民共和國時期

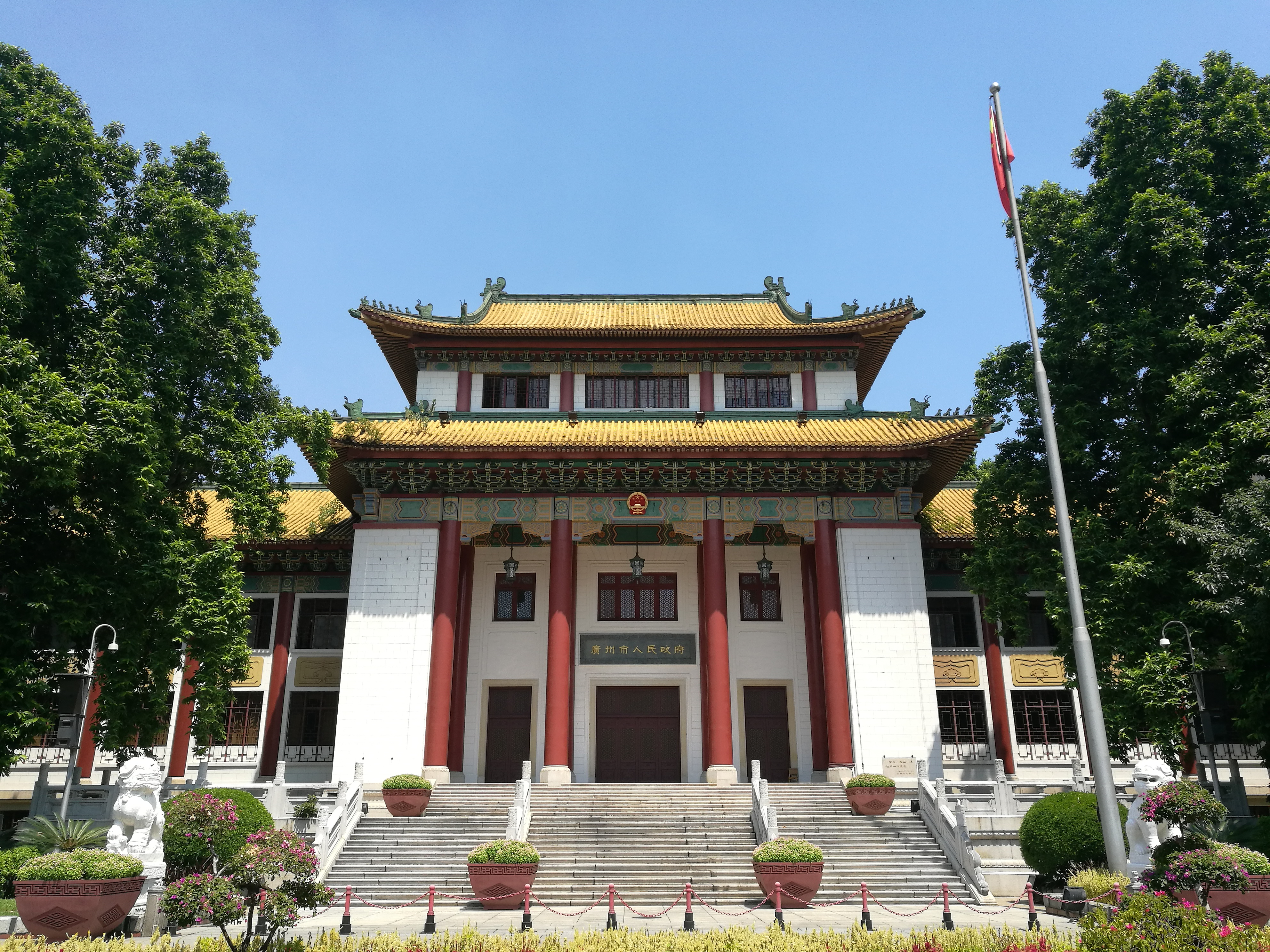
解放军进城式检阅台旧址，今为广州市政府大楼台基

- 1949年10月14日，中國人民解放軍進佔廣州，此後廣州一度為中央直轄市。廣州市劃分為28個區，分別是：
  - 城區：逢源區、黃沙區、西禪區、長壽區、沙面區、陳塘區、太平區、惠福區、靖海區、小北區、德宣區、西山區、東堤區、漢民區、前鑑區、大東區、東山區、洪德區、蒙聖區、海幢區
  - 水上區：珠江區
  - 郊區：南岸區、沙河區、芳村區、石牌區、新洲區、瀝滘區、三元里區[2]（一說「三元區」[3]）
- 1950年，廣州改由中南軍政委員會領導，並調整行政區劃，將28個區合併為16個：
  - 城區：長壽區、河南區、惠福區、永漢區、太平區、越秀區、大東區、荔灣區
  - 水上區：珠江區
  - 郊區：南岸區、沙河區、芳村區、石牌區、新洲區、瀝滘區、三元里區
- 1951年10月，郊區由7個調整為4個
  - 郊區：白雲區、芳村區、西村區、新滘區
- 1952年9月，城區由8個調整為5個
  - 城區：東區、中區、西區、北區、河南區
- 1953年5月，撤銷西村區，併入白雲區；6月，黃埔區成立
- 1954年6月19日，根据中央人民政府《关于撤销大区一级行政机构和合并若干省、市建制的决定》，广州併入廣東省建制，改為省轄市[4]。
- 1956年6月，黃埔區、白雲區、新滘區合併為廣州市郊區
- 1958年，決定成立8個（城、郊各4個）政社合一的城市人民公社，但未完全實施；12月，撤銷珠江區（水上區）、廣州市郊區，原郊區的人和、太和、竹料、鍾落潭公社與佛山花縣（今廣州花都區）合併為廣北縣，劃歸廣州市管理；原郊區的三元里、鶴洞、江村、石井、沙河、新滘、黃埔、蘿崗公社設立廣州市近郊區
- 1959年3月，撤銷廣北縣，花縣劃回佛山；恢復廣州市郊區，並將劃出的4個公社歸還廣州市郊區，撤銷廣州市近郊區
- 1960年4月，再將佛山花縣劃給廣州市，同時將佛山從化縣劃與廣州；8月，撤公社，恢復區建制，撤銷中區、廣州市郊區，並設立以下區：
  - 城區：越秀區、東山區、海珠區、荔灣區
  - 郊區：黃埔區、芳村區、江村區
- 1961年，將韶關地區的佛岡縣劃給廣州市
- 1962年5月，3個郊區（黃埔、芳村、江村）合併為1個
- 1963年，將佛岡劃回韶關

- 1973年，再次設立黃埔區

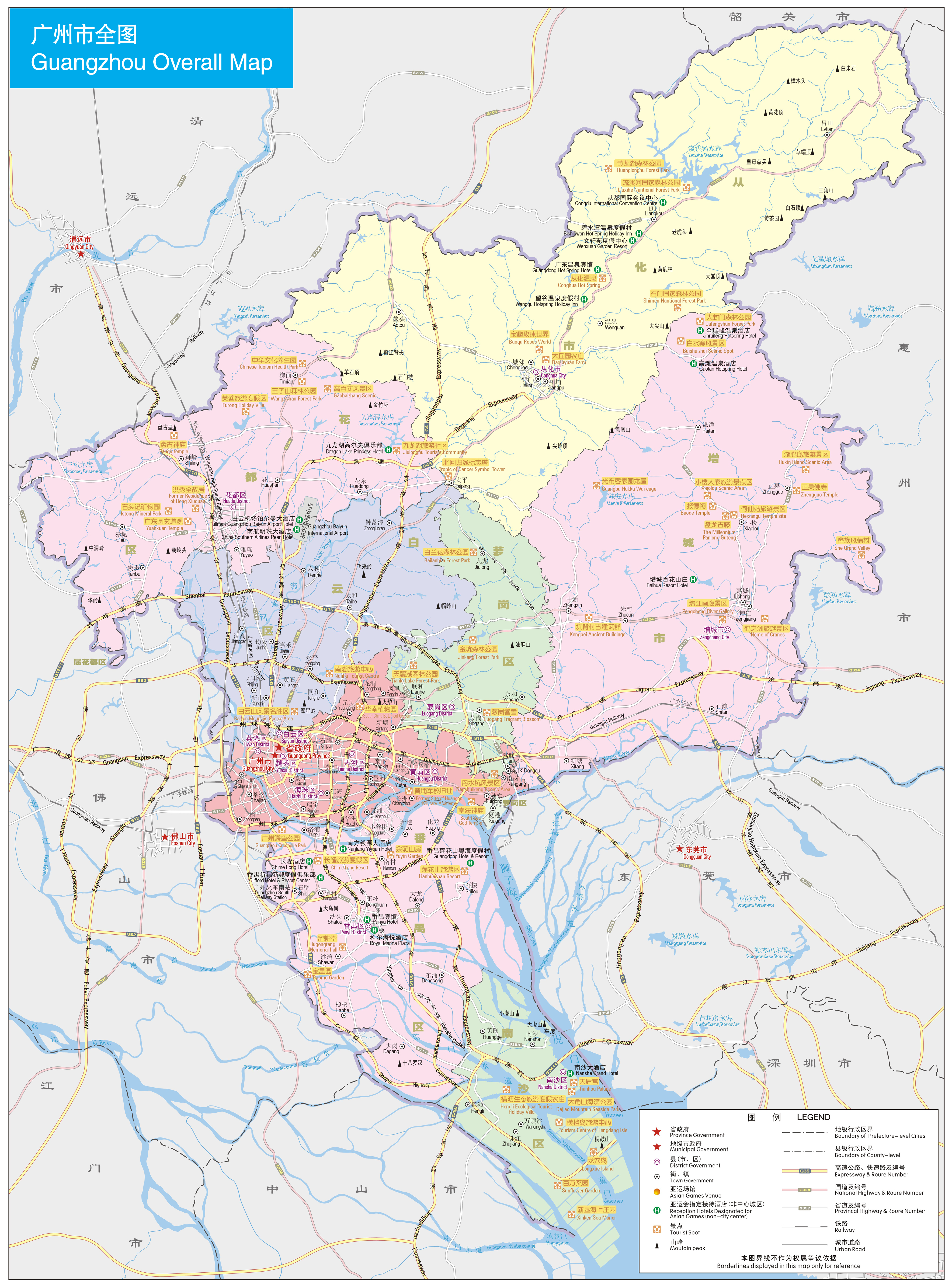
2011年广州市全图

- 1975年，將佛山地區的番禺縣、惠陽地區的增城縣（今增城市）和龍門縣、韶關地區的新豐縣劃歸廣州
- 1983年，再次將韶關地區的佛岡縣連同清遠縣劃給廣州
- 1985年1月，從廣州市郊區中劃出天河區、芳村區
- 1987年，廣州市郊區改稱白雲區
- 1988年1月7日，龍門縣劃歸惠州市，新豐縣歸還韶關市，佛岡縣和清遠縣劃歸清遠市
- 1992年5月，番禺撤縣設縣級市
- 1993年6月，花都撤縣設市；12月，增城撤縣設市
- 1994年3月，從化撤縣设市[5]
- 2000年5月，番禺、花都撤市設區[6][7]
- 2005年4月，撤銷東山區，併入越秀區；撤銷芳村區，併入荔灣區；從番禺區劃出南部設立南沙区；從黄埔區、白雲區、天河區、增城市劃出一部分土地成立蘿崗區[8]
- 2014年2月，撤銷蘿崗區和原黃埔區，建立新黃埔區；从化、增城撤市设区，这亦代表着从此广州市将不再下辖县级市。[9]

## 現今行政區劃
現時廣州市下轄有11區，分別是：
- 越秀區、海珠區、荔灣區、天河區、白云区、黃埔區、花都區、番禺區、南沙区、增城區、從化區

| 广州市行政区划图                                                                 | 广州市行政区划图 | 广州市行政区划图 | 广州市行政区划图 | 广州市行政区划图  | 广州市行政区划图 | 广州市行政区划图 | 广州市行政区划图 | 广州市行政区划图 | 广州市行政区划图 | 广州市行政区划图 |
| -------------------------------------------------------------------------------- | ---------------- | ---------------- | ---------------- | ----------------- | ---------------- | ---------------- | ---------------- | ---------------- | ---------------- | ---------------- |
| 荔湾区 ① 海珠区 天河区 白云区 黄埔区 番禺区 花都区 南沙区 增城区 从化区 ① 越秀区 |                  |                  |                  |                   |                  |                  |                  |                  |                  |                  |
| 区划代码                                                                         | 区划名称         | 汉语拼音         | 粵語拼音         | 面积 （平方公里） | 政府驻地         | 邮政编码         | 行政区划         | 行政区划         | 行政区划         | 行政区划         |
| 区划代码                                                                         | 区划名称         | 汉语拼音         | 粵語拼音         | 面积 （平方公里） | 政府驻地         | 邮政编码         | 街道             | 镇               | 社区             | 行政村           |
| 440100                                                                           | 广州市           |                  | Gwong2zau1 Si5   | 7246.60           | 越秀区           | 510000           | 136              | 34               | 1494             | 1144             |
| 440103                                                                           | 荔湾区           |                  | Lai6waan1 Keoi1  | 62.89             | 金花街道         | 510000           | 22               |                  | 186              |                  |
| 440104                                                                           | 越秀区           |                  | Jyut9sau3 Keoi1  | 33.82             | 北京街道         | 510000           | 18               |                  | 222              |                  |
| 440105                                                                           | 海珠区           |                  | Hoi2zyu1 Keoi1   | 92.09             | 江海街道         | 510000           | 18               |                  | 257              |                  |
| 440106                                                                           | 天河区           |                  | Tin1ho4 Keoi1    | 136.57            | 天园街道         | 510000           | 21               |                  | 208              |                  |
| 440111                                                                           | 白云区           |                  | Baak9wan4 Keoi1  | 664.95            | 景泰街道         | 510000           | 18               | 4                | 250              | 118              |
| 440112                                                                           | 黄埔区           |                  | Wong4bou3 Keoi1  | 480.53            | 萝岗街道         | 510500           | 14               | 1                | 96               | 28               |
| 440113                                                                           | 番禺区           |                  | Pun1jyu4 Keoi1   | 514.71            | 市桥街道         | 511400           | 11               | 5                | 90               | 177              |
| 440114                                                                           | 花都区           |                  | Faa1dou1 Keoi1   | 967.64            | 花城街道         | 510800           | 4                | 6                | 54               | 188              |
| 440115                                                                           | 南沙区           |                  | Naam4saa1 Keoi1  | 694.51            | 黄阁镇           | 511400           | 3                | 6                | 28               | 128              |
| 440117                                                                           | 从化区           |                  | Cung4faa3 Keoi1  | 1984.10           | 街口街道         | 510900           | 3                | 5                | 46               | 221              |
| 440118                                                                           | 增城区           |                  | Zang1sing4 Keoi1 | 1614.80           | 荔湖街道         | 511300           | 4                | 7                | 57               | 284              |